# Omloop Het Nieuwsblad 2009
De Omloop Het Nieuwsblad, een eendaagse wielerwedstrijd in België en tot 2008 als de Omloop Het Volk verreden, was in 2009 de 64e editie voor de mannen en de 4e editie voor de vrouwen. Beide koersen werden voor het eerst op dezelfde dag verreden en beide met start en finish in Gent. De naamswijziging is er gekomen omdat het organiserende dagblad Het Volk is opgegaan in het dagblad Het Nieuwsblad.

## Mannen

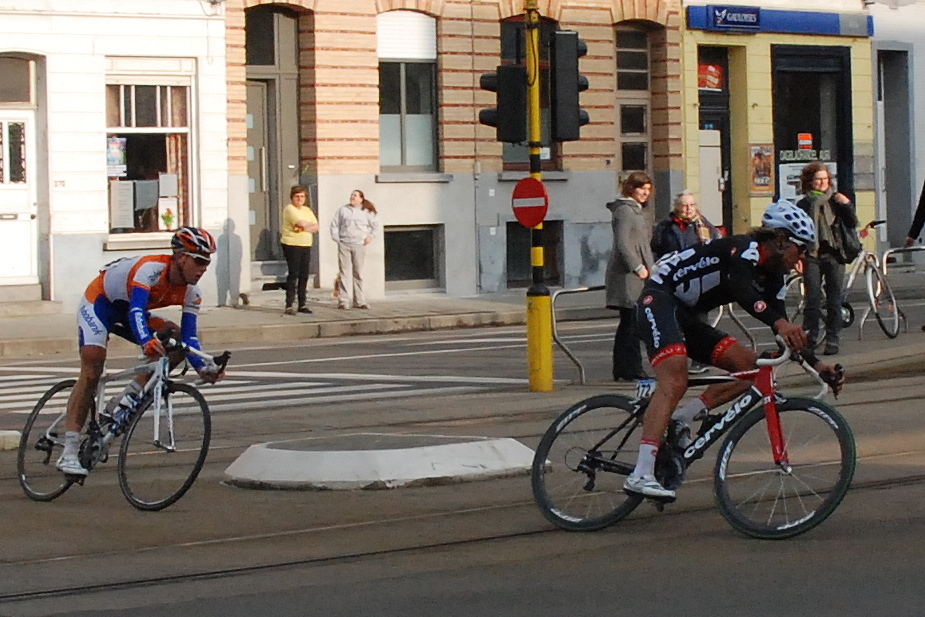
Heinrich Haussler en Sebastian Langeveld vlak vóór ze worden ingehaald op 2 km voor de meet

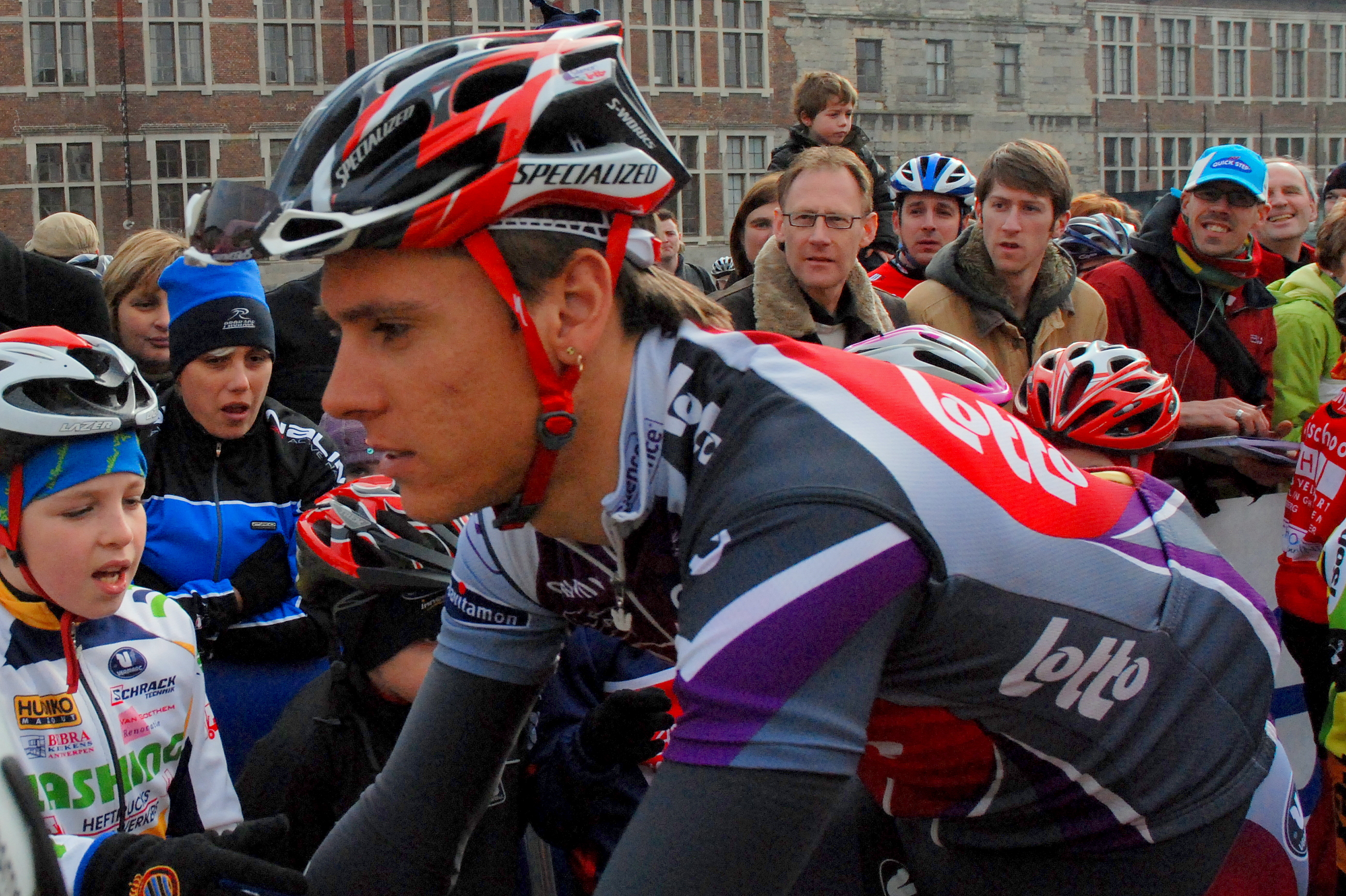
Philippe Gilbert, de winnaar van de vorige editie aan de start in 2009

De 64e editie werd verreden op zaterdag 28 februari met start en aankomst in Gent over een parcours van 204,5 kilometer. De koers wordt beschouwd als de openingswedstrijd van het nieuwe (Belgische) seizoen. Dit jaar werd de muur van Geraardsbergen opnieuw opgenomen in het parcours, na een jaar afwezigheid.
De Noor Thor Hushovd won de koers in een massasprint. Hij was de negende buitenlander die de Omloop op zijn naam schreef. Opmerkelijk was de aanval van de Rabobank ploeg, die op de Taaienberg met vier renners van het peloton wegreden.

### Hellingen
De volgende hellingen werden in 2009 beklommen:
| - Leberg - Berendries - Valkenberg - Tenbosse | - Muur van Geraardsbergen - Pottelberg - Oude Kruisens - Taaienberg | - Eikenberg - Wolvenberg - Molenberg |

### Ploegen
Er namen 25 ploegen deel; veertien ProTourploegen en zeven continentale ploegen.
| 1 Silence – Lotto 2 Quick·Step 3 AG2R-La Mondiale 4 Astana 5 BBox - Bouygues Télécom 6 Cofidis 7 La Française des Jeux 8 Garmin-Chipotle 9 Liquigas 10 Rabobank 11 Team Columbia 12 Katjoesja 13 Milram | 14 Saxo Bank 15 Topsport Vlaanderen - Mercator 16 Landbouwkrediet 17 Agritubel 18 Cervélo 19 Elk Haus-Simplon 20 ISD 21 PSK Whirlpool-Author 22 Skil - Shimano 23 Vacansoleil 24 Palmans - Cras 25 Willems Verandas |

### Uitslag

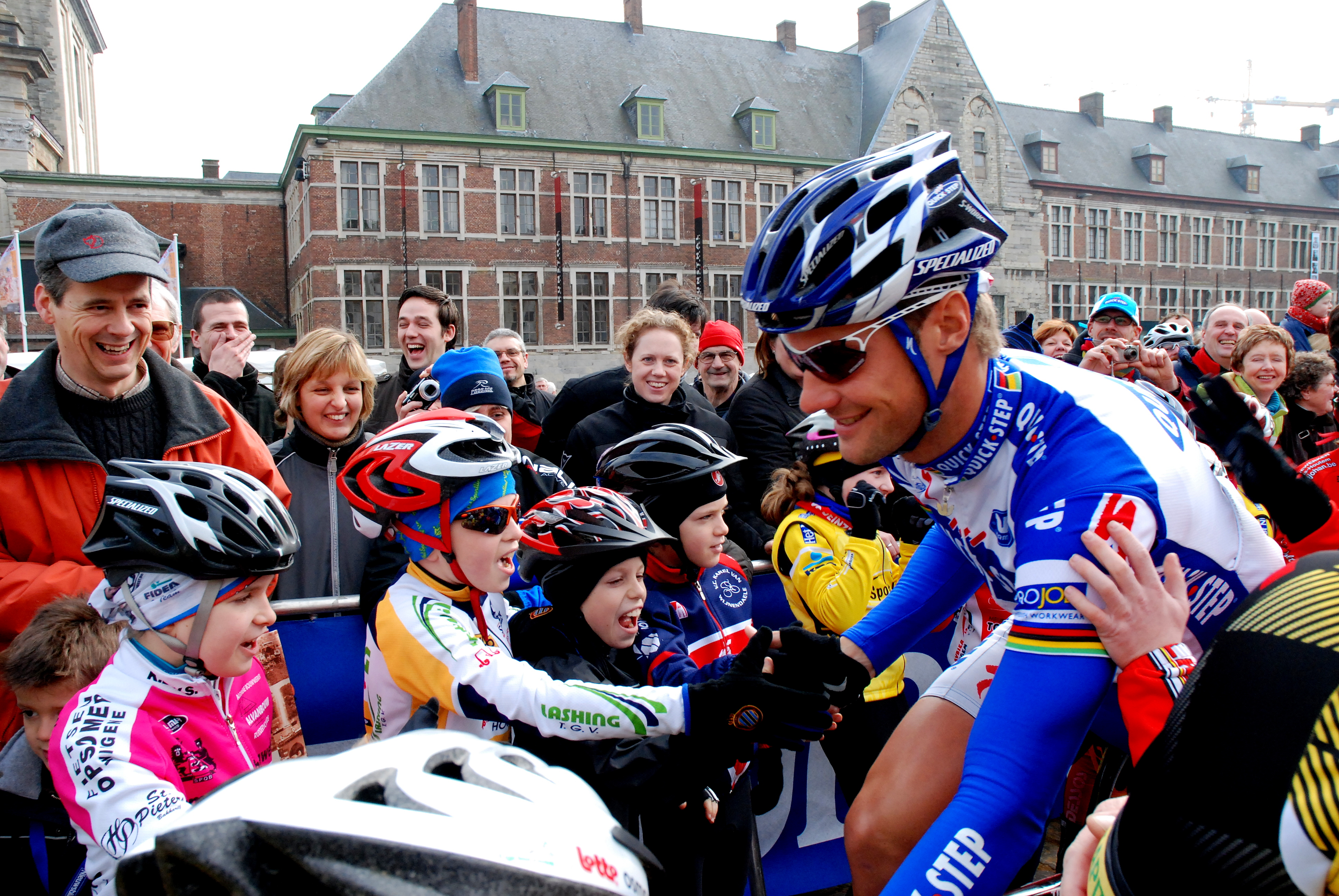
Tom Boonen aan de start in 2009

| #  | Renner              | Ploeg           | Tijd      |
| -- | ------------------- | --------------- | --------- |
| 1  | Thor Hushovd        | Cervélo         | 4u 47' 45 |
| 2  | Kevyn Ista          | Agritubel       | z.t.      |
| 3  | Juan Antonio Flecha | Rabobank        | z.t.      |
| 4  | Greg Van Avermaet   | Silence - Lotto | z.t.      |
| 5  | Marcus Burghardt    | Team Columbia   | z.t.      |
| 6  | Frédéric Amorison   | Landbouwkrediet | z.t.      |
| 7  | Andreas Klier       | Cervélo         | z.t.      |
| 8  | Heinrich Haussler   | Cervélo         | z.t.      |
| 9  | Niki Terpstra       | Milram          | z.t.      |
| 10 | Tom Boonen          | Quick·Step      | z.t.      |

## Vrouwen
De 4e editie werd verreden op zaterdag 28 februari van Gent naar Gent over 128,2 kilometer met 166 starttende rensters waarvan 111 de finishlijn passeerden. De Nederlandse Suzanne de Goede won de koers, ze was ook de winnares van de eerste editie in 2006.

### Ploegen
| Bigla Pro Cycling Team DSB Bank-Nederland bloeit ESGL 93-GSD Gestion Equipe Nürnberger Versicherung Leontien.nl Lotto Belisol Ladies Menikini - Selle Italia - Master Colors | Redsun Cycling Team Team Flexpoint Team Ton van Bemmelen Sports-Merida Top Girls Fassa Bortolo Raxy Line Topsport Vlaanderen-Thompson Ladies Team Vienne Futuroscope |

### Uitslag
| Rang | Renster                    | Ploeg                                    | Tijd     |
| ---- | -------------------------- | ---------------------------------------- | -------- |
| 1    | Suzanne de Goede           | Equipe Nürnberger Versicherung           | 3u33'28" |
| 2    | Noemi Cantele              | Bigla Pro Cycling Team                   | z.t.     |
| 3    | Kelly Druyts               | Topsport Vlaanderen-Thompson Ladies Team | z.t.     |
| 4    | Chantal Blaak              | Leontien.nl                              | z.t.     |
| 5    | Sophie Creux               | ESGL 93-GSD Gestion                      | z.t.     |
| 6    | Adrie Visser               | DSB Bank-Nederland bloeit                | z.t.     |
| 7    | Mirjam Melchers-van Poppel | Team Flexpoint                           | z.t.     |
| 8    | Andrea Bosman              | Leontien.nl                              | z.t.     |
| 9    | Ludivine Henrion           |                                          | z.t.     |
| 10   | Monique van de Ree         | Leontien.nl                              | z.t.     |

1945 · 1946 · 1947 · 1948 · 1949 · 1950 · 1951 · 1952 · 1953 · 1954 · 1955 · 1956 · 1957 · 1958 · 1959 · 1960 · 1961 · 1962 · 1963 · 1964 · 1965 · 1966 · 1967 · 1968 · 1969 · 1970 · 1971 · 1972 · 1973 · 1974 · 1975 · 1976 · 1977 · 1978 · 1979 · 1980 · 1981 · 1982 · 1983 · 1984 · 1985 · 1986 · 1987 · 1988 · 1989 · 1990 · 1991 · 1992 · 1993 · 1994 · 1995 · 1996 · 1997 · 1998 · 1999 · 2000 · 2001 · 2002 · 2003 · 2004 · 2005 · 2006 · 2007 · 2008 · 2009 · 2010 · 2011 · 2012 · 2013 · 2014 · 2015 · 2016 · 2017 · 2018 · 2019 · 2020 · 2021 · 2022 · 2023 · 2024 · 2025